# Кава та сигарети: Десь у Каліфорнії
«Кава та сигарети: Десь в Каліфорнії» (англ. Coffee and Cigarettes: Somewhere in California), також знаний як «Кава та сигарети III» (англ. Coffee and Cigarettes III) — короткометражний чорно-білий фільм Джима Джармуша. Третій фільм із циклу «Кава та сигарети», який 2003 року був випущений як повнометражний фільм.
Фільм показали на Каннському кінофестивалі 1993 року і він був відзначений «Золотою пальмовою гілкою» за найкращу короткометражну стрічку.

## Сюжет
Музиканти Том Вейтс та Іґґі Поп зустрічаються в барі десь в Каліфорнії. Вейтс розповідає про те, що тільки що зробив операцію прямо на узбіччі дороги. Іґґі, який не знав про те, що Том — лікар, дивується. Потім виявляється, що обидва нещодавно кинули палити, і на честь цього Вейтс пропонує викурити по одній сигареті. Іґґі рекомендує Тому хорошого барабанщика, з яким він нещодавно познайомився, але Вейтс, сам виконувач партії ударних на своїх альбомах, ображається. Незабаром Іґґі йде, а Вейтс в його відсутності закурює ще одну сигарету.